# Aéroport international Coronel FAP Francisco Secada Vignetta
 (janvier 2024).
Si vous disposez d'ouvrages ou d'articles de référence ou si vous connaissez des sites web de qualité traitant du thème abordé ici, merci de compléter l'article en donnant les références utiles à sa vérifiabilité et en les liant à la section « Notes et références ».
L'aéroport international Coronel FAP Francisco Secada Vignetta (code IATA : IQT • code OACI : SPQT), communément appelé « aéroport international d'Iquitos » ou « aéroport d'Iquitos » est un aéroport international situé à 7 km au sud-est d'Iquitos.
Il possède une seule piste de 2 500 m (8 202 pi) de longueur. Il est administré par Aeropuertos del Perú, qui en a obtenu la concession en 2006 et dessert plus d'un million de passagers par an, ce qui en fait le quatrième aéroport le plus fréquenté du Pérou, après ceux de Lima, Cusco et Arequipa. C'est le seul aéroport d'Amazonie certifié ISO9001. Elle est desservie par des compagnies aériennes telles que JetSmart Perú, LATAM Airlines, Sky Airline, Star Perú et SAETA Perú, recevant quotidiennement des vols commerciaux depuis Lima, ainsi que des vols à destination et en provenance de Pucallpa et Tarapoto. Il existe également diverses connexions avec des petites villes et communautés de la jungle.
L'aéroport joue un rôle logistique et économique particulièrement important car la ville d'Iquitos n'est accessible que par voie aérienne ou fluviale. Iquitos et Pucallpa sont les principales plaques tournantes aériennes de l'Amazonie péruvienne.

## Histoire
En 1973, l'aéroport change de nom en commémoration d'un pilote de la Force aérienne du Pérou, Francisco Secada Vignetta, né à Iquitos et qui s'est fait un nom dans la guerre colombo-péruvienne de 1932-1933.

## Compagnies aériennes et destinations
| Compagnies aériennes | Destinations |
| -------------------- | --- |
| LATAM Airlines       | Lima (Jorge-Chávez) |
| SAETA Perú           | Yurimaguas (Moisés Benzaquén Rengifo) |
| Sky Airline          | Lima (Jorge-Chávez) |
| Star Perú            | Chiclayo (Captain José Abelardo Quiñones González), Lima (Jorge-Chávez), Pucallpa (Captain David Abensur Rengifo), Tarapoto (Guillermo del Castillo Paredes) |

### Cargo
| Compagnies aériennes | Destinaions         |
| -------------------- | ------------------- |
| AerCaribe            | Lima (Jorge-Chávez) |